# John Percival Droop
John Percival Droop (4 de octubre de 1882 - 26 de septiembre de 1963, en Vence, Francia) fue un arqueólogo clásico británico. Fue profesor de arqueología clásica en la Universidad de Liverpool de 1921 a 1948. Después, examinó y analizó una forma de copa griega antiguo, que data del siglo V a. C. que más tarde se conoció como copas Droop. Droop investigó el templo de Artemisa Ortia en Esparta.
Era hijo del matemático Henry Richmond Droop (1832-1884) y de Clara Baily (ca. 1841 - 7 de septiembre de 1921).

## Obras
- 1908. «Two Cyrenaic Kylikes», Journal of Hellenic Studies 28:175–179.
- 1910. «The dates of the vases called 'Cyrenaic», Journal of Hellenic Studies 30:1–34.
- 1932. «Droop Cups and the Dating of Laconian Pottery», Journal of Hellenic Studies 52:303–304.